# Gugsa von Yejju
Gugsa von Yejju (amharisch ጉግሣ; † 23. Mai 1825) war der Ras von Begemder (ca. 1798–1825) und Inderase (Regent) des Kaiserreichs Abessinien. Nathaniel Pearce berichtet, dass er den Taufname Wolde Mikael annahm. Er war der Sohn von Mersu Barentu und von Kefey, der Schwester des Ras Aligaz. Sowohl Bahru Zewde als auch Paul B. Henze schätzen seine Herrschaft als Ras und Enderase als Höhepunkt der Yejju-Dynastie im Zeitalter Zemene Mesafint (Zeitalter der Richter).
Um seine Beziehungen zu den mächtigsten christlichen Herrschern westlich des Flusses Tekeze zu stärken, verheiratete Gugsa eine seiner Töchter mit Dejazmach Maru von Dembiya und seine andere Tochter, Hirut, mit Dejazmach Haile Maryam von Seimien (ሰሜን).
Als Gugsa Regent von Begemder wurde, wie in der zeitgenössischen Königschronik und später in Gabra Sellases Chronik von Meneliks Herrschaft erwähnt wird, machte er Lebo zu seiner Hauptstadt, eine Bergregion etwa 60 Kilometer südöstlich von Gondar. Nachdem er Regent geworden war, bekräftigte Ras Gugsa die zentrale Macht des Reiches (obwohl er den Kaiser als Galionsfigur behielt), indem er den Adel in den von ihm kontrollierten Teilen Äthiopiens, vor allem in Begemder, enteignete. Er erreichte dies, indem er im Jahr 1800 im Namen des Kaisers verkündete, dass der Rechtsanspruch auf Landbesitz von freiem Grundbesitz in Staatseigentum umgewandelt würde, das nach dem Willen des Kaisers verwaltet würde. Anfangs begrüßten die Bauern diese egalitäre Maßnahme, da sie glaubten, vom Verlust ihrer Herren zu profitieren. Als Ras Gugsa jedoch jedes Jahr unter dem einen oder anderen Vorwand damit fortfuhr, die großen Familien zu enteignen, verloren die Bauern ihre letzten Verteidiger. „Die enteigneten Adligen“, schreibt Pankhurst, „wurden inzwischen fast alle zu Glücksrittern. Sie waren so habgierig, dass manchmal ganze Dörfer ihr Land verließen und in benachbarte Gebiete auswanderten. Viele Bauern meldeten sich beim Heer, da sie die Gefahren und die Unabhängigkeit eines Soldatenlebens der Knechtschaft auf dem Feld vorzogen.“
1803 griff Ras Gugsa in die anhaltenden Lehrstreitigkeiten ein, welche die äthiopische Kirche spalteten, indem er sich dem Ichege Wolde Yona anschloss und die Anhänger des Qebat aus Begemder vertrieb. Etwa zur gleichen Zeit nutzte der Ras die Hilflosigkeit der kirchlichen Struktur nach dem Tod von Abuna Yosab III. aus, indem er am 12. September desselben Jahres die bischöflichen Besitztümer plünderte.
Ras Gugsa starb eines natürlichen Todes and wurde in der Kirche von Iyasus in Debre Tabor beigesetzt.